# Атанатар II
Атанатар II Алькарін — 16-й король Гондору.

## Біографія
Атанатар народився в 977 році Третьої Епохи в родині принца Гондору Кирьяхера ще за часів правління свого діда Кирьянділя.
За час правління "Морських королів", Гондор досяг вершини могутності й розширив свій вплив на велику територію. Коли на трон зійшов Атанатар, то він став користуватися пошаною і впливом, що завойовали його попередники. Король жив у такій розкоші, що люди казали: дорогоцінні камені в Гондорі — не більше а ніж галька, що валяється під ногами як іграшка для дітей.
Атанатару II жителі Гондору дали ім'я Алькарін, що з мови квенья перекладається як славний, величний, проте не за його заслуги в управлінні країною, а за його безтурботний і розкішний стиль життя. Король також велів виготовити нову корону на замін простого шолома, який носили попередні королі. Корону зробили зі срібла і прикрасили дорогоцінним камінням і цей вінець носили і всі наступні королі.
За своє 77-ми річне правління, Атанатар II Алькарін нічого не зробив для підтримки могутності Гондору і взагалі нічого для збільшення впливу королівства. Таким чином, вже під час його правління в Гондорі намітилися перші ознаки занепаду. Трон Гондору успадкував його старший син Нармакіль I, що також успадкував і любов до батьківського способу життя, а відрізнявся від нього лише ще більшими лінощами.

## Етимологія
З мови квенья ім'я Атанатар перекладається як "батько людей", від atan - людина та atar - батько.